# Kreuzlingen
Kreuzlingen er en by i kantonen Thurgau i Schweiz med 21.801 (2017) indbyggere. Den ligger ved Bodensøen og grænser op til byen Konstanz i Tyskland. De to byer er i dag helt sammenvoksede, og landegrænsen går imellem dem, således at Kreuzlingen egentlig mest opfattes som en bydel i Konstanz.